# Headlights (chanson d'Eminem)
Pour les articles homonymes, voir Headlights.
Singles de Eminem
The Monster
(2013) Calm Down
(2014)
Singles par Nate Ruess
Just Give Me a Reason
(2013)
Headlights est une chanson écrite et interprétée par le rappeur américain Eminem. Ce titre constitue la quinzième piste de The Marshall Mathers LP 2, huitième album studio du rappeur sorti en 2013. Le chanteur Nate Ruess, leader du groupe d'indie pop Fun, collabore pour la première fois avec Eminem en prêtant sa voix au refrain, à l'introduction et au pont. La chanson est produite par Emile Haynie qui avait déjà travaillé avec Eminem ainsi que Fun, Jeff Bhasker qui a coécrit le titre We Are Young, succès mondial de Fun en 2012. Eminem est lui aussi crédité à la production. Les critiques pour Headlights sont généralement positives. Dans le morceau, Eminem se réconcilie avec sa mère Debbie Mathers, que le rappeur a dénigrée et insultée tout au long de sa carrière. La chanson, bien qu'elle ne constitue pas un single, se classe dans divers classements musicaux à la sortie de l'album, atteignant notamment la 105e place aux États-Unis et la 17e place du classement urbain au Royaume-Uni.

## Genèse et composition
Depuis son enfance, Eminem entretient des relations compliquées avec sa mère, qu'il accuse de négligence et de maltraitance.  Il s'en prend violemment à elle dans plusieurs chansons ayant connu d'importants succès commerciaux, notamment My Name Is ou plus encore Cleanin' Out My Closet. Dans Headlights, il lui adresse un message d'apaisement et s'excuse pour Cleanin' Out My Closet, dans laquelle il se réjouissait de sa solitude et assénait qu'elle ne verrait plus jamais sa petite fille, y compris le jour de son enterrement. Il avoue que la chanson le met désormais mal à l'aise et qu'il ne la joue plus lors de ses concerts.
Eminem qualifie Headlights de «plaidoyer pour une famille unie, ou du moins, moins dysfonctionnelle que par le passé». Le titre de la chanson est une référence à la dernière rencontre entre les deux protagonistes. Il dit : « Quand elle est partie en voiture, je suis resté scotché sur les phares (Headlights en anglais) de la voiture et j'ai soudain ressenti un sentiment de tristesse accablante ». Eminem fait référence à des épisodes marquants de leur relation dans la chanson : sa fugue la veille de Noël, leurs incessantes bagarres, ou encore le placement de son demi-frère dans une famille d'accueil. Il déplore aussi le fait que Debbie n'ait pas pu voir ses petits enfants grandir, souligne le fait qu'elle n'était pas responsable de son comportement en raison de ses problèmes psychologiques et la félicite même pour avoir fait de son mieux en les élevant, son demi-frère et lui. Eminem admet néanmoins qu'il ne parle toujours pas à sa mère.
Dans une interview accordée à Sway Calloway, Eminem affirme : « Tout ce que j'ai à dire sur ma mère est dans la chanson Headlights. Je ne souhaite pas en parler outre mesure ». Lors d'une interview pour la radio BBC One dans l'émission de Zane Lowe, il dit : « C'est un sujet un peu gênant. Ce que j'avais sur le cœur, je l'ai dit dans la chanson, je ne veux pas m'éterniser sur le sujet, c'est sur l'album, c'est tout ».

## Enregistrement

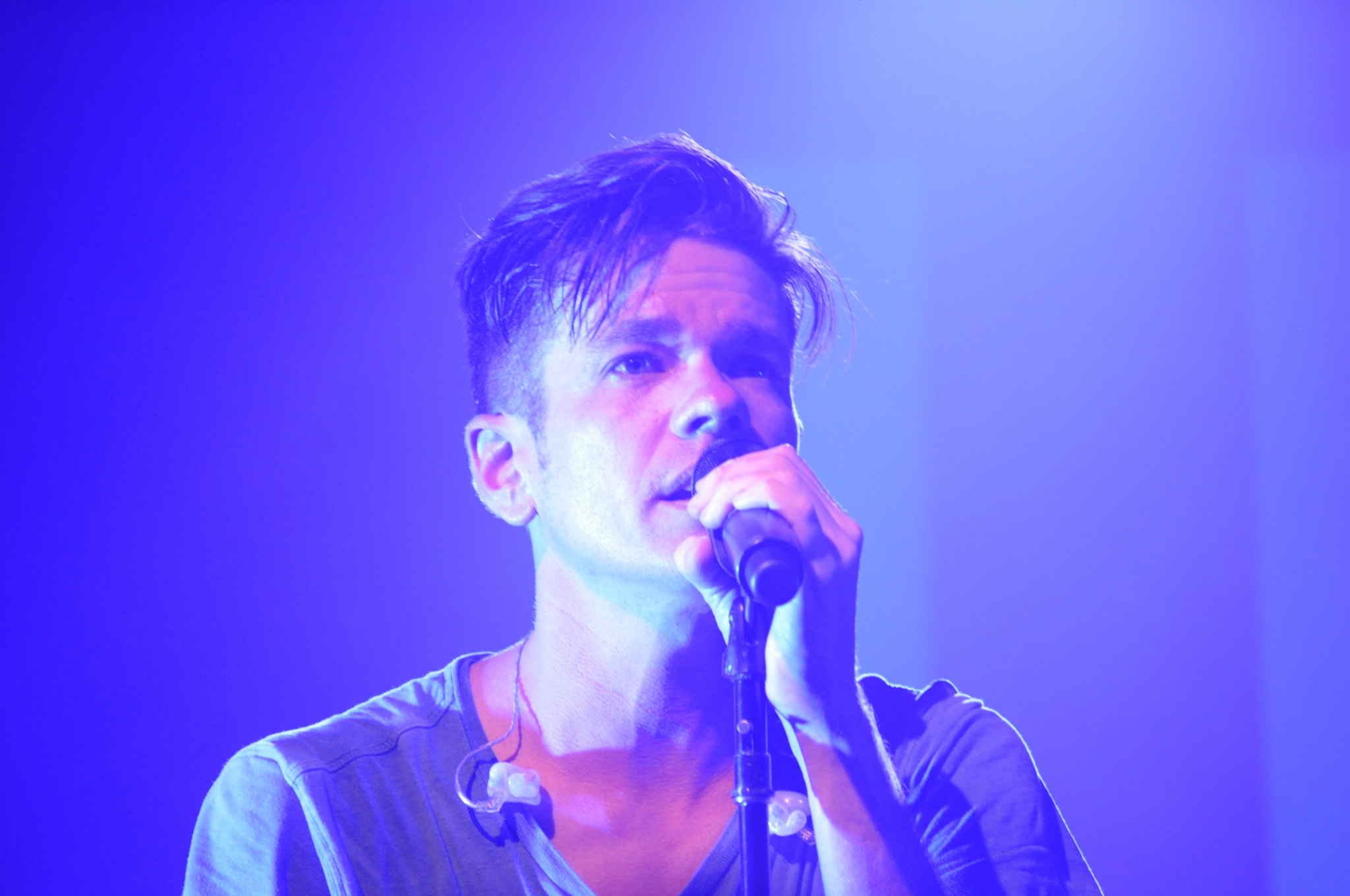
Nate Ruess chante le refrain de Headlights.

Headlights est produite par Emile Haynie, Eminem et Jeff Bhasker avec la participation de Luis Resto crédité au piano. La chanson est écrite par Eminem, Nate Ruess, Emile Haynie, Jeff Bhsaker et Luis Resto. L'enregistrement a eu lieu dans les studios Effigy à Ferndale dans le Michigan par Mike Strange, Joe Strange et Tony Campana. Le refrain du titre est interprété par le chanteur de Fun, Nate Ruess.

## Clip
Le clip de Headlights a été tourné à Détroit le 5 avril 2014, sous la direction de Spike Lee. La vidéo est publiée le jour de la Fête des Mères américaine, le 11 mai 2014.
La plupart du clip est composée de plans en vision subjective de la mère d'Eminem qui tente de renouer avec son fils. Elle se remémore de vieux souvenir et regarde de vieilles photographies de son fils. Elle tente d'entrer dans la résidence de son fils mais les agents de sécurité ne la laisse pas entrer. Alors qu'elle est devant la grille de la résidence, elle croise un gros 4x4 noir. Eminem est au volant. Sa voiture s'arrête et il baisse la vitre. D'abord surpris, il descend de voiture et tombe dans les bras de sa mère.

## Accueil critique
Headlights a été très bien accueilli par la critique. Julie Leconte du magazine Now indique : « Le génie du titre réside dans la tension qu'arrive à créer le rappeur chez l'auditeur. Eminem aime nous faire passer de fausses émotions, et rire lorsque l'on est berné. Mais dans Headlights, il nous touche vraiment, et rend triste à l'idée de cette relation chaotique entre lui et sa mère ». Colin McGuire de PopMatters a écrit dans sa revue de presse de The Marshall Mathers LP 2 : « Headlights nous donne certainement la part la plus touchante du rappeur ». DJ Booth constate cependant que « le refrain du leader de Fun, Nate Ruess, est lumineux et aéré alors qu'il aurait dû être touchant. Les paroles touchantes du rappeur sont cela dit assez puissantes pour faire de Headlights un morceau remarquable ». Le journaliste Andy Gill pour The Independent a également écrit que le titre « Headlights est une très belle lettre d'amour à sa mère, elle qu'il dénigrait si vicieusement par le passé ». Edna Gundersen de USA Today affirme que le titre est une « admirable confession ».

## Classement hebdomadaire
| Classement (2013-2014)                    | Meilleure position |
| ----------------------------------------- | ------------------ |
| Australie (ARIA)                          | 21                 |
| Australie Urban (ARIA)                    | 4                  |
| Canada (Hot 100)                          | 54                 |
| Irlande (IRMA)                            | 60                 |
| Royaume-Uni (The Official Charts Company) | 96                 |
| États-Unis (Hot 100)                      | 45                 |
| États-Unis (R&B/Hip-Hop Songs)            | 19                 |
| États-Unis (Rap Songs)                    | 10                 |
| États-Unis (Pop Airplay)                  | 25                 |
| Royaume-Uni (UK R&B Chart)                | 17                 |